# 妲己

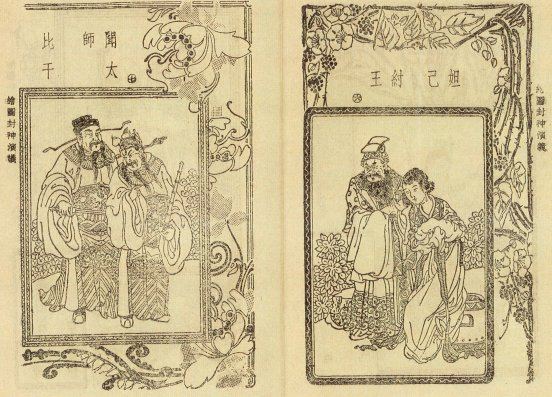
紂王と妲己（右）

妲己（だっき、拼音: Dájǐ）は、殷王朝末期（紀元前11世紀ごろ）の帝辛（紂王）の妃。帝辛に寵愛され、末喜などと共に悪女の代名詞的存在として扱われる。

## 略歴
有蘇氏の娘として生まれた。『国語』では、帝辛が有蘇氏を討った際に有蘇氏が献上したのが妲己であり、己が姓、妲は字であるとしている（この頃女性は字を先に、姓を後に書く風習があった）。妲己を字と見なすのは後世の誤解である。
基本史料である『史記』殷本紀では、妲己は帝辛に寵愛され、帝辛は彼女のいうことなら何でも聞いたという。師涓に新淫の声・北鄙の舞・靡靡の楽を作らせた。賦税を厚くして鹿台に銭をたくわえ、鉅橋に粟を満たし、狗馬・奇物を収めて宮室いっぱいにした。沙丘の苑台を拡張して、野獣蜚鳥をその中に置いた。鬼神をあなどり、沙丘に大勢の者を集めて楽しみ戯れた。酒をそそいで池とし、肉を掛けて林とし（酒池肉林）、男女を裸にして互いに追いかけさせ、長夜の飲をなした。
その後、妲己は周によって攻められた際に武王により殺されたとされる。
『列女伝』巻7孽嬖伝 殷紂妲己では、炮烙の法を見て妲己が笑ったとされている。比干が「先王の典法をおさめずに、婦人の言を用いていれば、禍のいたる日も近いでしょう」と諫めた。すると、妲己は「聖人の心臓に七つの穴があると私は聞いております」と答え、比干の心臓を取り出させて観賞した。紂王が自殺すると、妲己は武王によって首を斬られ、小白旗に掛けられた。「紂を亡ぼす者はこの女なり」と評論された。
『漢書』外戚列伝の顔師古注には、「弁辞をよく好み、姦を究めること盛んにした。その言を帝辛が用いて民を苦しめた」とある。
現代中国で妲己の名は悪女とともに、魅惑的な女性の代名詞でもある。中国では妲己を題材にした時代物ドラマや劇場映画が現在も多数製作されている。

## 妲己に関する伝説

### 中国の妲己像

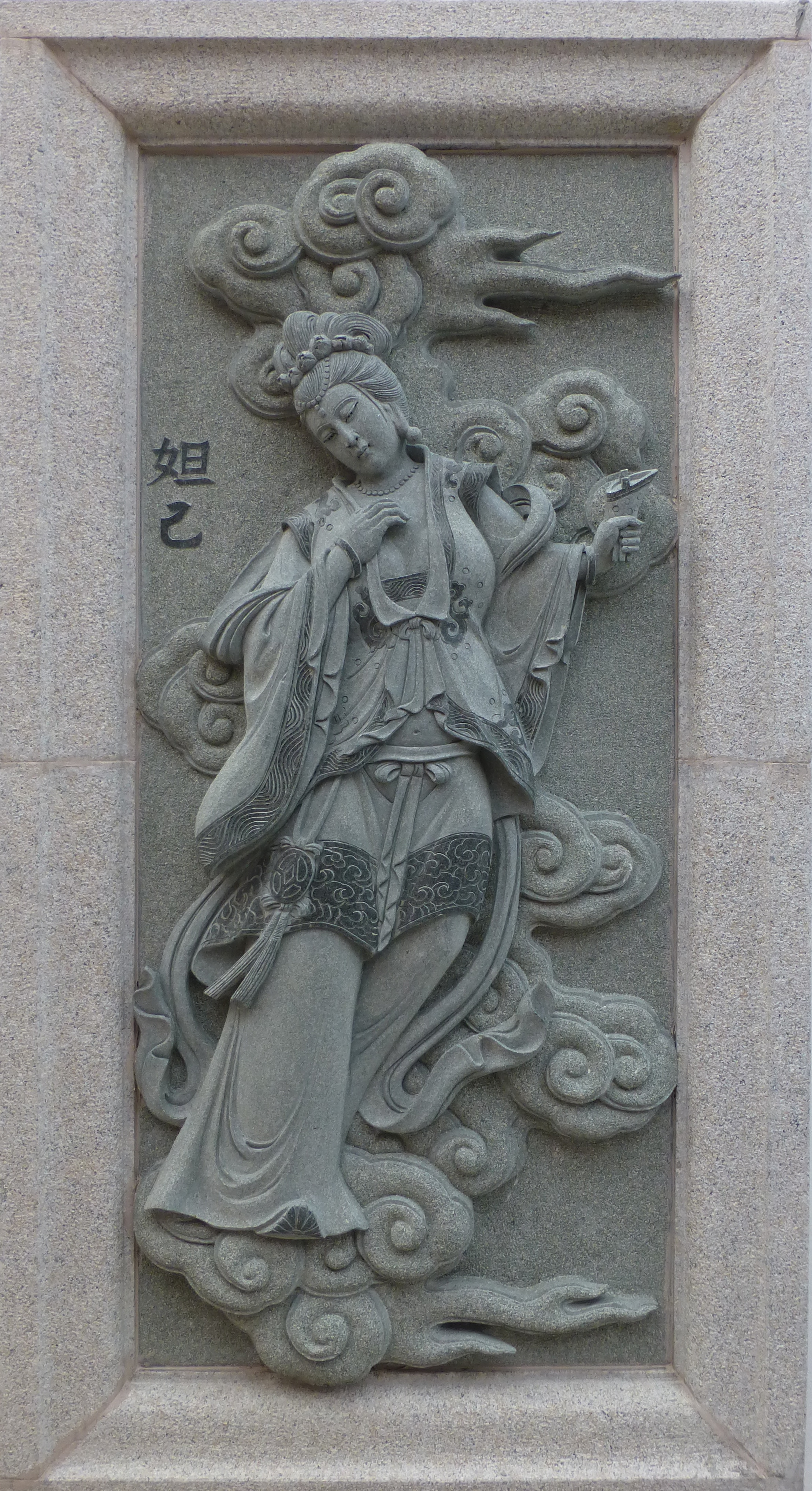
妲己（狐狸精）

#### 全相平話
元代の歴史講談小説群である『全相平話』の一節「武王伐紂平話」の中で妲己が妖狐伝説と結び付けられ、妲己はキツネのなりかわりとされた。｢千字文｣の「周が殷の湯を伐った」に対する注で、殷の紂王（紀元前11世紀頃）を誘惑して国を傾けた妲己は九尾狐であると指摘。明代の｢封神演義」が妲己を九尾狐の精としているのは、この説をもとにしている。

#### 封神演義
明の時代の神怪小説『封神演義』では、九尾狐狸精（）として登場し、殷周革命を実現させるために遣わされたという。そして、冀州侯蘇護の娘、蘇妲己（）の魂を奪って妲己になりすまし、紂王を堕落させて殷を滅ぼした。
また、胡喜媚・王貴人という2人の架空の女性も、妲己と同じく紂王をほろぼすことを目的とした寵姫として登場している。胡喜媚は九頭雉鶏精（）、王貴人は玉石琵琶精（ぎょくせきびわせい）が正体であり、雉の妖怪と琵琶の妖怪が化けたものであると設定されている。
第九十六回では義妹らと共に朝歌に迫る西岐軍に襲われた際、甲冑を身にまとい桃花馬を乗りまわし、双刀を振りまわして闘うが、最期は女媧の縛妖索（）によって捕縛され、姜子牙に斬首された。

### 日本の妲己像

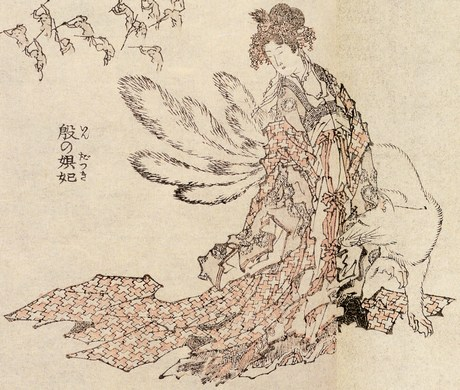
葛飾北斎画『北斎漫画』より「殷の妲己」。九尾の狐が化けた姿として描かれている。

日本においては、玉藻前伝説と結び付けられ、天竺の華陽夫人、周の褒姒と共に玉藻前の前歴として語られる。
また、希代の毒婦として『妲己のお百』が知られる。
お百は、京都九条通の賤家の生まれ。美貌の持ち主で、14歳で祇園中村屋の遊女となり、鴻池善右衛門に身請けされた。江戸役者津打友蔵と姦通し、江戸に下り、友蔵の死後新吉原の尾張屋清十郎の女房となり、佐竹家の臣である那河忠左衛門の妾となり、名を「りつ」と改めた。那河忠左衛門は旧名が那加采女で、秋田騒動の中心人物として宝暦7年（西暦1757年）6月処刑されたが、お百は奉公人であるとしておとがめなく、間もなく江戸に出て、高間騒動の高間磯右衛門の妾となったという。その間男性を殺害すること5たびにわたり、宝暦年間の退廃期を代表するとされる。

## 登場作品
小説
- 小説十八史略

映画
- 妲己（1964年、演：林黛（中国語版））
- 封神伝奇 バトル・オブ・ゴッド（2016年、演：ファン・ビンビン）
- モンスター・オブ・ダイナスティ 王朝の妖怪（2020年、演：スン・シュエニン）
- リベンジ・クイーン 封神:妲己（2021年、演：ジリアン・チョン）

テレビドラマ
- 封神演義（2006年、演：ファン・ビンビン）
- 封神演義 逆襲の妲己（2009年、演：ルビー・リン）

漫画
- 封神演義

ゲーム
- 無双OROCHIシリーズ (テレビゲーム)
- モンスターストライク (スマホゲーム)
- SMITE（マルチプラットフォーム）
- Wonderland Wars（アーケードゲーム）
- 逆転オセロニア (スマホゲーム)